# Clinique Kinoise
La clinique Kinoise est un centre de soins de santé publique, congolais géré par le ministère de la Santé publique. Il est situé dans la ville-province de Kinshasa juste à côté de la clinique Ngaliema dans la commune de la Gombe. La clinique Kinoise est créée en 1966.

## Histoire
Clinique Kinoise, elle est la fruit d'une coopération entre République Démocratique du Congo et Danemark ; elle a été construite en 1966 par l’Association médicale danoise. Elle est un signe de la collaboration fraternelle entre le personnel hospitalier danois et congolais.